# Skyscraper (píseň)
"Skyscraper" je píseň z roku 2011 americké zpěvačky a herečky Demi Lovato, převzatá z jejího nadcházejícího třetího studiového alba. Píseň napsali Toby Gad, Kerli Kõiv a Lindy Robbins a byla produkována Toby Gadem. Píseň měla svou premiéru 12. července u Ryana Seacresta na jeho ranní rádiové show On Air with Ryan Seacrest a vyšla digitálně tentýž den. V srpnu 2011 tato píseň zvítězila v kategorii pro nejlepší letní song na Teen Choice Awards a o něco později, 18. srpna 2011, Demi poprvé vystupovala s písní "Skyscraper" na předávání cen Do Something Awards.

## Pozadí
Po jejím léčebném pobytu bylo oznámeno, že uvolní všechny nové materiály v následujících měsících. Po pár týdnech a těžkých očekávání nového materiálu Demi prozradila, že by její nadcházející singl mohl být nazván "Skyscraper" a že by byl vydán v následujících týdnech. Píseň původně napsali Toby Gad, Kerli a Lindy Robbins pro druhé album Kerli. Předloha singlu byla poprvé uvedena na různých internetových stránkách ještě dříve, než by ho mohla Demi sama odhalit ještě toho dne přes její účet na Twitteru. V 00:03 bylo video "Skyscraper" zveřejněné na YouTube. Demi poprvé zmínila slova v písni 8. dubna 2010 - "Go on and try to tear me down, I will be rising from the ground.. like a skyscraper."
Demi řekla, že poprvé slyšela píseň ještě před svou léčbou a "okamžitě ji přitáhla", a dodala, že po nahrávání "jen seděla a tekly ji slzy z očí". Zpočátku chtěla přenahrát "Skyscraper" po ukončení své lékařské léčby, ale řekla, "přece nemá stejné emoce. Neměla jen samé volání o pomoc, když jsem ji poprvé nahrála."

## Ohlas
Píseň vyšla na velmi pozitivní ohlasy z médií. Magazín Billboard řekl: "Balada prezentuje osmnáctiletý chvějící se hlas, když zpívá o "chytání slz do mých rukou," ale její síla umožňuje "stoupání ze země, jako mrakodrap." Na začátku pisně nakonec zpěvačka zobrazuje svůj výkonný rozsah jako dýchavičný zpěv a těžký otřes vyplňujicí zbylé mezery osamělým klavírem. Hudební blog Idolator napsal: "Když začíná píseň, klavír a zpěv jsou truchlivé, zapadají do temných vibrací, což jsme předpovídali této melodii. Ale to všechno staví na mnohem silnějším a pozitivnějším konci, posílajícím zprávu pro fanoušky Demi, že se nenechá svými nedávnými boji zhroutit nebo zastavit od vzetí své kariéry ve vyzrálejší, citově otevřený směr, než jsme dosud viděli od této Disney hvězdy."
Online zdroj About.com napsal: "Píseň zachovává jednoduchou strukturu. Je to píseň o přežití tváří v tvář událostem, které činí úsilí na téma "slza mě skolí." "Nicméně, audio obrázky namalované podle slov jako např. "Můžeš rozbít vše, co jsem / Jako bych byla ze skla," spolu s bravurním vokálním projevem Demi toto změní na něco opravdu speciálního. Obor popové muziky byl v poslední době přeplněný hymnami o sebeúctě. Nicméně, žádná z nich nebyla tak intimně osobní jako zvuky, které má Demi zde. Jak se hlasitě houpá na plotech následující most, tak zní, jako když opravdu vidí sebe jako tyčící se přeživší charakterizován ve slovech."
Po vydání této písně mnoho celebrit vyjádřilo podporu na Twitteru. Mezi ně patří i Katy Perry, Selena Gomezová, Kelly Clarksonová, Ashley Tisdaleová, Alexz Johnson, Alex Gaskarth z All Time Low, Travis Clark z We the Kings, Logan Henderson, Ariana Grande, Zendaya, Timbaland, Kim Kardashianová, Abigail Breslin, Shailene Woodley, Megan Park, Eva Longoria, Pete Wentz, Lucy Hale, The Veronicas, 78violet, Simon Curtis, Brittany Snow, Jordin Sparks, která poskytla doprovodné vokály pro píseň, stejně jako i Kerli, která je spoluautorem písně.

## Videoklip
Videoklip byl natočen 16. června 2011 v Bonneville Salt Flats (Bonnevilleská solná planina v severozápadním Utahu). Jeho točení trvalo dvanáct hodin, což Demi popsala jako "jak fyzicky, tak psychicky náročné," když říká, že by se mohla zhroutit a plakat mezi střihy, "protože tato píseň je tak osobní." Video mělo premiéru na E! News a na E! On-line ve středu 13. července v devatenáct hodin Východního času / Tichomořského času a 23:30 Východního času / Tichomořského času. Třicetisekundová ukázka videoklipu byla zveřejněna na oficiálních stránkách Demi na YouTube 8. července 2011. Video režíroval Mark Pellington.
Ve Videu zpívá píseň Demi v bílých šatech. Do kamery se dívá dojatě, protože tím odkazuje na svůj pobyt na rehabilitaci, kvůli sebepoškozování a poruchám příjmu potravy. Další významnou vizuální věcí ve videu je vitrína obsahující skleněné srdce. Zasklená skříň je štít, který je nakonec zlomen, ale samo srdce zůstane neporušeno a nezraněno. Demi řekla v rozhovoru s E! news, že vitrína je symbolem pro těžké časy, a také to, že nikdy neztratí víru.

## Prodej písně
Pár hodin po vydání na iTunes se "Skyscraper" umístil na prvním místě nejvíce stažených písní v obchodě, kde setrval tři dny. V prvním týdnu se prodalo 176 000 digitálních kopií a píseň debutovala na druhém místě v americkém žebříčku Hot Digital Songs.

## Živé vystoupení
Poprvé vystupovala Demi s touto písní na udílení cen Do Something Awards. To bylo 18. srpna 2011 natočeno a odvysíláno na kanálu VH1. Bylo to také její první vystoupení po jejím odchodu z turné Jonas Brothers Live in Concert, kvůli vstupu do rehabilitačního zařízení.

## Tracklist
- Digitálně ke stažení

1. "Skyscraper" – 3:42

- "Píseň "Rascacielo" ke stažení

1. "Rascacielo (Skyscraper)" – 3:42

## Zásluhy a personál
- Psaní písně – Toby Gad, Kerli Kõiv, Lindy Robbins
- Produkce – Toby Gad

## Hitparády
| Hitparáda (2011)                 | Umístění |
| -------------------------------- | -------- |
| Austrálie (ARIA)                 | 45       |
| Brazílie (''Billboard'' Hot 100) | 57       |
| Kanada (Canadian Hot 100)        | 18       |
| Nový Zéland (RIANZ)              | 9        |
| USA Adult Pop Songs (Billboard)  | 39       |
| USA Billboard Hot 100            | 10       |